# Altamonte Springs
Altamonte Springs – miasto w Stanach Zjednoczonych, w stanie Floryda, w hrabstwie Volusia.